# Euda Solé i Ventura
Euda Solé i Ventura (Barcelona 1904 - 1994) va ser una esmaltadora de vidre i ceramista catalana.

## Biografia
Filla del diputat a les Corts Joan Solé i Pla i d'Àngela Ventura Maymó, cap a 1919 va estudiar dibuix a l'Acadèmia Baixas del carrer del Pi de Barcelona, junt amb la seva germana Núria Solé i Amèrica Cardunets, amb qui formarien una gran amistat. Les tres van ampliar estudis a l'Escola Superior dels Bells Oficis de Barcelona cap al 1920, matriculant-se en l'assignatura d'arts de la terra i esmalt sobre vidre que impartía el ceramista Francesc Quer.
L'any 1921 les tres artistes es van donar a conèixer, com a alumnes de Francesc Quer a les Galeries Laietanes, exposant vidres esmaltats i ceràmica. Aquesta exposició conjunta de les tres dones a les Galeries Laietanes, amb el seu mestre, es va anar repetint cada dos anys com a mínim fins al 1929.
El 1925 les tres van participar en l'Exposició Internacional d'Arts Decoratives de París, on Amèrica va obtenir una medalla. El mateix any exposaven a l'Ateneu Gironí junt amb Alexandre Cardunets, pare d'Amèrica.
Es va casar cap al 1926, ja que en aquesta data ja figura amb el cognom del marit en l'exposició de fotografies, dibuixos i vidres esmaltats que, amb Alexandre i Amèrica Cardunets, les dues germanes van presentar a l'Ateneu Igualadí de la Classe Obrera, amb motiu de la diada de Sant Jaume. L'any següent van participar en l'exposició pro-monument Garreta que es va fer a la Sala Parés. L'abril de 1929 exposaven els seus vidres a la Sala Parés i aquell mateix any van participar en l'Exposició Internacional de Barcelona del 1929.
A finals de 1939, acabada la Guerra Civil, les dues germanes es van exiliar, junt amb els pares. Euda va marxar també amb el seu marit i la seva filla Núria, que tenia vuit anys. Primer van viure a Barranquilla, Colòmbia i després a Veneçuela. Tot i que la seva germana Núria havia tornat a Barcelona l'any 1948, Euda no ho va fer fins gairebé deu anys més tard, cap al 1957.